# Liste der Flurnamen in Rüdnitz
Die Liste der Flurnamen in Rüdnitz enthält alle bekannten Flurnamen der brandenburgischen Gemeinde Rüdnitz.
| Gemarkung | Flur        | Flurname                            | Nutzung    | Bemerkung |
| --------- | ----------- | ----------------------------------- | ---------- | --------- |
| Rüdnitz   | 1 (Lage)    | Bahrsberg                           | Wald       |           |
| Rüdnitz   | 1 (Lage)    | Die Hauweien                        | Feld       |           |
| Rüdnitz   | 1 (Lage)    | Die Hüttenberghufen                 | Feld       |           |
| Rüdnitz   | 1 (Lage)    | Die Knöpe                           | Wald       |           |
| Rüdnitz   | 1, 2 (Lage) | Hüttenberghufen                     | Feld       |           |
| Rüdnitz   | 1, 2 (Lage) | Die Sechsrutenstücke                | Feld       |           |
| Rüdnitz   | 2 (Lage)    | Sechsrutenstücke                    | Feld       |           |
| Rüdnitz   | 3 (Lage)    | Die kühlen Kaveln                   | Feld       |           |
| Rüdnitz   | 3 (Lage)    | Die Hufenstücke im Blankenfelde     | Feld       |           |
| Rüdnitz   | 3 (Lage)    | Die Schwalbensterze                 | Feld/Wald  |           |
| Rüdnitz   | 3 (Lage)    | Die Sechruten                       | Feld       |           |
| Rüdnitz   | 3 (Lage)    | Die Tuchen                          | Wald       |           |
| Rüdnitz   | 4 (Lage)    | Die Hinterfeldenden                 | Feld       |           |
| Rüdnitz   | 5 (Lage)    | Die Börnick’schen Caveln            | Wald       |           |
| Rüdnitz   | 5 (Lage)    | Die Fünf Ruten                      | Feld       |           |
| Rüdnitz   | 5 (Lage)    | Die Krähenberge                     | Wald       |           |
| Rüdnitz   | 5 (Lage)    | Die kurzen Nachbarenden             | Wald       |           |
| Rüdnitz   | 6 (Lage)    | Blankenfelde                        | Feld       |           |
| Rüdnitz   | 6 (Lage)    | Die Bauergräben                     | Siedlung   |           |
| Rüdnitz   | 6 (Lage)    | Die Fünfrutenstücke                 | Feld       |           |
| Rüdnitz   | 6 (Lage)    | Die Hufenstücke                     | Feld       |           |
| Rüdnitz   | 6 (Lage)    | Die Hufenstücke im Ladeburger Felde | Feld       |           |
| Rüdnitz   | 6 (Lage)    | Die Wörden                          | Feld       |           |
| Rüdnitz   | 6 (Lage)    | Die Wörden                          | Feld       |           |
| Rüdnitz   | 7 (Lage)    | Die Kabelenden                      | Wald       |           |
| Rüdnitz   | 7 (Lage)    | Die Langeroenner Mühle              | Mühle      |           |
| Rüdnitz   | 7 (Lage)    | Die Mostbruchenden                  | Wald/Wiese |           |
| Rüdnitz   | 7 (Lage)    | Die Mühlenberge                     | Feld/Wald  |           |
| Rüdnitz   | 7 (Lage)    | Die Rehberge                        | Wald       |           |